# Hulpbisschop
Een hulpbisschop is een titelvoerend bisschop die een bisschop bijstaat in het besturen van een bisdom.

## Auxiliarius of coadjutor
De auxiliarius of hulpbisschop staat in de Rooms-Katholieke Kerk een bisschop van een bepaald bisdom bij in de uitoefening van zijn taken. Een hulpbisschop heeft geen automatisch recht van opvolging. Bij overlijden of terugtreden van de zetelende bisschop kan hij eventueel tot bisschop worden benoemd, maar het is evengoed mogelijk dat hij gewoon hulpbisschop blijft en iemand anders tot bisschop wordt benoemd. In sommige (vooral kleine) bisdommen wordt zelden of nooit een hulpbisschop benoemd, in andere in regel wel, en soms is het traditie dat die ook opvolgt, zoals in Lahore (Pakistan). In een bijzonder groot, volkrijk en/of complex bisdom kunnen zelfs meerdere hulpbisschoppen benoemd worden. Soms wordt 'hulpbisschop zijn' een familietraditie die jarenlang kan worden doorgegeven.
De coadjutor is een bisschop die bij zijn benoeming het recht van opvolging (cum iure successionis) krijgt op de zittende bisschop.
Een coadjutor wordt meestal benoemd in gevallen waarin de zetelende bisschop vanwege ouderdom of ziekte niet meer bij machte is om volop te functioneren. Na het overlijden of terugtreden van de bisschop of ordinarius loci zal de coadjutor hem automatisch opvolgen. In het Wetboek van Canoniek Recht van 1917 was ook het ambt van coadiutor sedi datus voorzien.  In het Wetboek van Canoniek Recht van 1983 is dit niet meer voorzien.
Er worden vaker gewone hulpbisschoppen benoemd dan coadjutors, waarvan er uiteraard maar één per diocees kan zijn. In België werden tot coadjutor benoemd, telkens bij hoogbejaarde bisschoppen: Henricus Lamiroy (in 1929), Guillaume Marie van Zuylen (in 1951), Paul Schruers (in 1972), Arthur Luysterman (in 1990) en Patrick Hoogmartens (in 1997). Gelet op de huidige leeftijdgrens (75) zal de noodzaak een coadjutor te benoemen zich minder vaak voordoen.
De artikels of canones 403 tot en met 411 van het Wetboek van Canoniek Recht (Kerkelijk Wetboek) van 1983 handelen over de bisschoppen-coadjutoren en de hulpbisschoppen.

## Benoeming
Een hulpbisschop of een coadjutor worden door de Heilige Stoel benoemd, normaliter na aanvraag door de bisschop (de ordinarius) die een bisdom leidt (Canon 403/1). Het is echter ook mogelijk, zowel voor een hulpbisschop als voor een coadjutor, dat de H. Stoel in bijzondere gevallen motu proprio beslist iemand te benoemen (Can. 403/2). In dit geval betekent dit een duidelijke vingerwijzing dat men over de zetelende bisschop bepaalde ongunstige indrukken heeft en krijgt de benoemde bijzondere bevoegdheden (Can. 403/3).
Net als een 'gewone' bisschop heeft de hulpbisschop drie wijdingen (diaken - priester - bisschop) ontvangen. Formeel wordt hij als een volwaardig bisschop beschouwd, en krijgt hij als titel in naam een bisdom toegewezen uit de vroege christenheid, dat ondertussen verdwenen is (veelal in huidige moslimlanden). Vandaar ook dat men spreekt van een bisschop die de titel voert van een bisdom in partibus infidelium ('in ongelovig territorium'), ook kortweg in partibus.

## Taken van de hulpbisschoppen
Het hoofdzakelijk verschil tussen een bisschop en een hulpbisschop is dat de bisschop (ordinarius) zowel bestuurlijke macht als wijdingsmacht heeft en een hulpbisschop als dusdanig enkel wijdingsmacht. Een hulpbisschop wordt daarom ook wel wijbisschop genoemd, een term die vooral in missiegebieden gangbaar is/was. Hij kan priesters wijden en ook kerken inwijden. Men zal hem vooral als wijbisschop aanduiden als hij de bisschop bijstaat in zijn liturgische functies, maar zelf niet aan het bestuur van het bisdom deelneemt. Dit is een eerder uitzonderlijke toestand.
Ondanks de naam hulpbisschop gaat het om meer dan gewoon een assistent. Zo heeft de hulpbisschop een volwaardige stem als lid van het episcopaat, zowel in de eigen bisschoppenconferentie als bijvoorbeeld in een Concilie. Daar waar voor alle andere priesters van het bisdom geldt dat de bisschop ze kan benoemen, een nieuwe opdracht kan toevertrouwen of een opdracht kan ontnemen, is de hulpbisschop door Rome benoemd en ontsnapt hierdoor enigszins aan het rechtstreekse gezag van zijn bisschop.
De volmacht van de hulpbisschop wordt omschreven in de apostolische brief waarin de Paus hem benoemt en hangt af van de omstandigheden in het bisdom en de situatie van de betreffende bisschop, zoals diens gezondheid. Over het algemeen is de hulpbisschop vicaris-generaal of minstens een van de vicarissen van het bisdom (Can. 406/1) en staat hij aldus de bisschop bij in het algemeen bestuur van het bisdom, terwijl hij ook vaak met een aantal bijzondere verantwoordelijkheden wordt belast, waarbij hij met een bepaalde graad van autonomie beslissingen kan nemen. In sommige grote/belangrijke (aarts)bisdommen is het gebruikelijk geworden om twee of meer deelgebieden (meestal vicariaten-generaal) elk een hulpbisschop toe te wijzen, zoals in het over drie seculiere (ex-)provincies verdeelde, tweetalige Mechelen-Brussel in België.

## Hulpbisschoppen in de Benelux
De Belgische kerkprovincie telde anno 2017 vijf hulpbisschoppen:
- Mgr. Koen Vanhoutte, hulpbisschop van het aartsbisdom Mechelen-Brussel voor het vicariaat Vlaams-Brabant & Mechelen.
- Mgr. Jean-Luc Hudsyn, hulpbisschop van het aartsbisdom Mechelen-Brussel voor het Franstalig vicariaat Waals-Brabant.
- Mgr. Jean Kockerols, hulpbisschop van het aartsbisdom Mechelen-Brussel voor het tweetalig vicariaat Brussel.
- Mgr. Jan De Bie, emeritus-hulpbisschop van het aartsbisdom Mechelen-Brussel
- Mgr. Pierre Warin, hulpbisschop van het bisdom Namen

De Nederlandse kerkprovincie telt anno 2020 vier hulpbisschoppen in functie: 
- Mgr. Ted Hoogenboom, hulpbisschop van het aartsbisdom Utrecht
- Mgr. Everard de Jong, hulpbisschop van het bisdom Roermond
- Mgr. Rob Mutsaerts, hulpbisschop van het bisdom 's-Hertogenbosch
- Mgr. Herman Woorts, hulpbisschop van het aartsbisdom Utrecht

Het exempt aartsbisdom  Luxemburg heeft een paar maal een coadjutor gehad.

## Ancien régime
Tijdens het ancien régime (voor 1795) konden bisschoppen ook bestuurder zijn van een wereldlijk gebied, bijvoorbeeld Sticht Utrecht en prinsbisdom Luik. Het kon dan voorkomen dat de bisschop niet gewijd was, en de religieuze bisschopstaken moesten worden uitgevoerd door een wijbisschop die dan een titulair bisdom kreeg. Voor de taak van wijbisschop werd vaak een kloosterling gekozen.

## Oosters-orthodoxe kerken
Ook de oosters-orthodoxe kerken kennen bisschoppen en hulpbisschoppen.